# Martin Čokl
Martin Čokl, slovenski inženir gozdarstva, * 12. oktober 1907, Zibika, † 13. november 2014, Črnuče, Ljubljana.

## Življenje in delo
Diplomiral je leta 1931 na zagrebški Kmetijsko-gozdarski fakulteti. V letih 1934−1940 je delal pri banski upravi in Kmetijski zbornici v Ljubljani. Med vojno je bil v ujetništvu, nazadnje interniran v taborišču v Dachauu. Po končani vojni je delal na Ministrstvu za gozdarstvo v Ljubljani, od 1948 na Inštitutu za gozdno in lesno gospodarstvo Slovenije, v letih 1964−1977 pa je bil izredni profesor za dendrologijo na ljubljanski Biotehniški fakulteti. Izpopolnjeval  in racionaliziral je metode za urejanje gozdov, meritev lesnih zalog in prirastka lesa ter proučeval dejavnike, ki vplivajo na gozdni donos. Objavil je več knjižnih del, številne razprave in študije. Prejel je Jesenkovo priznanje.
Njegov sin Andrej je biolog, upokojeni raziskovalec komunikacije žuželk na Nacionalnem inštitutu za biologijo. Umrl je v starosti 107 let, kar je ena najvišjih starosti, ki jo je doživel kakšen Slovenec doslej.